# ویراچولای
ویراچولای (به لاتین: Veerachcholai) یک منطقهٔ مسکونی در سری‌لانکا است که در ناحیه امپرا واقع شده‌است.